# José Berber Sánchez
José Berber Sánchez (La Piedad, Michoacán; 27 de septiembre de 1939) es un médico cirujano y político mexicano.

## Datos biográficos
Médico Cirujano, Escuela Nacional de Medicina, UNAM; Maestría en salud pública y administración, Escuela de Salud Pública de México; becario de la OIT y el IMSS...

## Actividad política
Pertenece al PRI, donde ha desempeñado los siguientes cargos: Subdirector Juvenil en el D.F., Delegado especial del CEN en la CNC, Director del CEPES del Comité Directivo Estatal en Michoacán, Presidente del Comité Directivo Estatal en Michoacán,Oficial mayor del Comité Directivo en el D.F.,Delegado especial del CEN en varias entidades; miembro de la Coordinación General del PRI en la campaña electoral del presidente de la República.
Subsecretario del Interior del CEN de la CNOP; Presidente de la Comisión Nacional de Acción Política y de la Comisión Nacional de Divulgación Ideológica del Sindicato Nacional de Trabajadores de Salubridad y Asistencia.
Cargos públicos de elección: regidor del Ayuntamiento de La Piedad, Michoacán; senador suplente por el estado de Michoacán, presidente municipal de Morelia, Michoacán. Diputado federal por el IV Distrito Electoral de Michoacán, LIII Legislatura. Fue parte de las comisiones de Salubridad y Asistencia, Seguridad Social y es secretario de la Comisión de Reforma Agraria.
Cargos administrativos en los gobiernos federal y estatal: Jefe del Centro de Salud Rural, Calipam, Puebla, subjefe y jefe de los Servicios Coordinados de Salud Pública en Baja California Sur y en Michoacán. Asesor técnico de la Dirección General, IMSS,  coordinador general de asesores de la Secretaría General del Gobierno del DDF.
Actividades profesionales fuera del servicio público: Coordinador de los ciclos XI y XII de servicio social para los pasantes de la UNAM en Michoacán.
Actividades académicas: Profesor de la Facultad de Medicina, UNAM. 
Academias, asociaciones y sociedades:
Presidente fundador de la Asociación de Estudiantes Michoacanos Universitarios; Director fundador del Círculo Cívico Literario Ramón López Velarde; secretario general de la Sociedad de Alumnos de Posgrado de la Escuela de Salud Pública de México, miembro de la Sociedad Mexicana de Salud Pública.